# آرامگاه شیخ محمود شبستری
بقعه شیخ محمود شبستری مربوط به دوره تیموریان است و درداخل بافت شهری شهرستان شبستر واقع شده و این اثر در تاریخ ۱۰ مهر ۱۳۸۰ با شمارهٔ ثبت ۴۱۹۷ به‌عنوان یکی از آثار ملی ایران به ثبت رسیده است.
'شیخ محمود شبستری' یکی از این بزرگان نامی عرفان است که هر چند بیش از چهار دهه در این دنیای خاکی نزیست، اما شاهکاری از خویش بر جای گذاشت که بعدها چراغ دل عارفان و عاشقان و آئینه معرفت حق پویان شد.
شیخ سعدالدین محمود فرزند عبدالکریم در ایام سلطنت گیخاتوخان در شهر شبستر از توابع تبریز در آذربایجان شرقی چشم به جهان گشود. وی اکثر سال‌های عمر خویش را به سیاحت در اطراف و اکناف جهان پرداخت و بدین سان کوله باری از تجربه و حکمت برای خویش اندوخت و میراثی ماندگار برای نسل‌های بعد به یادگار گذاشت. 'شیخ محمود شبستری' از علمای مشهور متصوفه زمان خود بود و دانش پژوهان برای حل مسائل عرفانی خویش به او مراجعه می‌کردند و از وی به عنوان یکی از نوادر روزگار و مفاخر فلاسفه ایران یاد می‌شود. وی به خاطر جایگاه و اعتباری که در عرصه عرفان داشت، همواره مورد وثوق علما، شعرا و عرفا و فلاسفه جهان قرار داشت و در اکثر مجالس و محافل، پاسخگوی خیل سوالات و پرسش‌های دیگر عرفا بود. مشهورترین اثر شیخ محمود شبستری 'گلشن راز' نامیده شده است؛ گلشنی که با سلوک معنوی، تفکر همراه با عشق و معرفت، با زبان رمزی، راز حقیقت را نمایان می‌کند و ترجمه آن به چندین زبان زنده جهان، موید اعتبار و ارج و قرب اوست. شیخ محمود شبستری چنان به مضامین عرفانی تسلط داشت که حتی پاسخ‌های خود را فی البداهه و در همان مجلس به نظم و نثر درمی‌آورد و پاسخ می‌گفت. 'مثنوی گلشن راز' یکی از آثار ارزشمند ادب فارسی که نزدیک به یک هزار بیت دارد، از جمله مهم‌ترین کتاب تعلیمی عرفانی فارسی به‌شمار می‌آید که در شکل‌گیری آثار و اندیشه‌های والای عرفانی بعد از خود تأثیر به سزایی داشته است. همچنین این کتاب در حوزه فلسفه اسلامی نیز از جایگاه قابل تأملی برخوردار بوده و کمک بسیاری به شناخت مبانی عرفان ایرانی در سده‌های هفتم و هشتم کرده است.

## سبب سرودن منظومه گلشنراز
نقل است شیخ محمود شبستری، مثنوی 'گلشن راز' را در جواب چند سؤال منظوم امیر حسین هروی که از دیار خراسان به نزد مشایخ آذربایجان رسیده بود، سرود و کوشید به سؤال‌هایی که عارف خراسان در قالب ۱۵ مسئله طرح کرده بود جواب دهد.

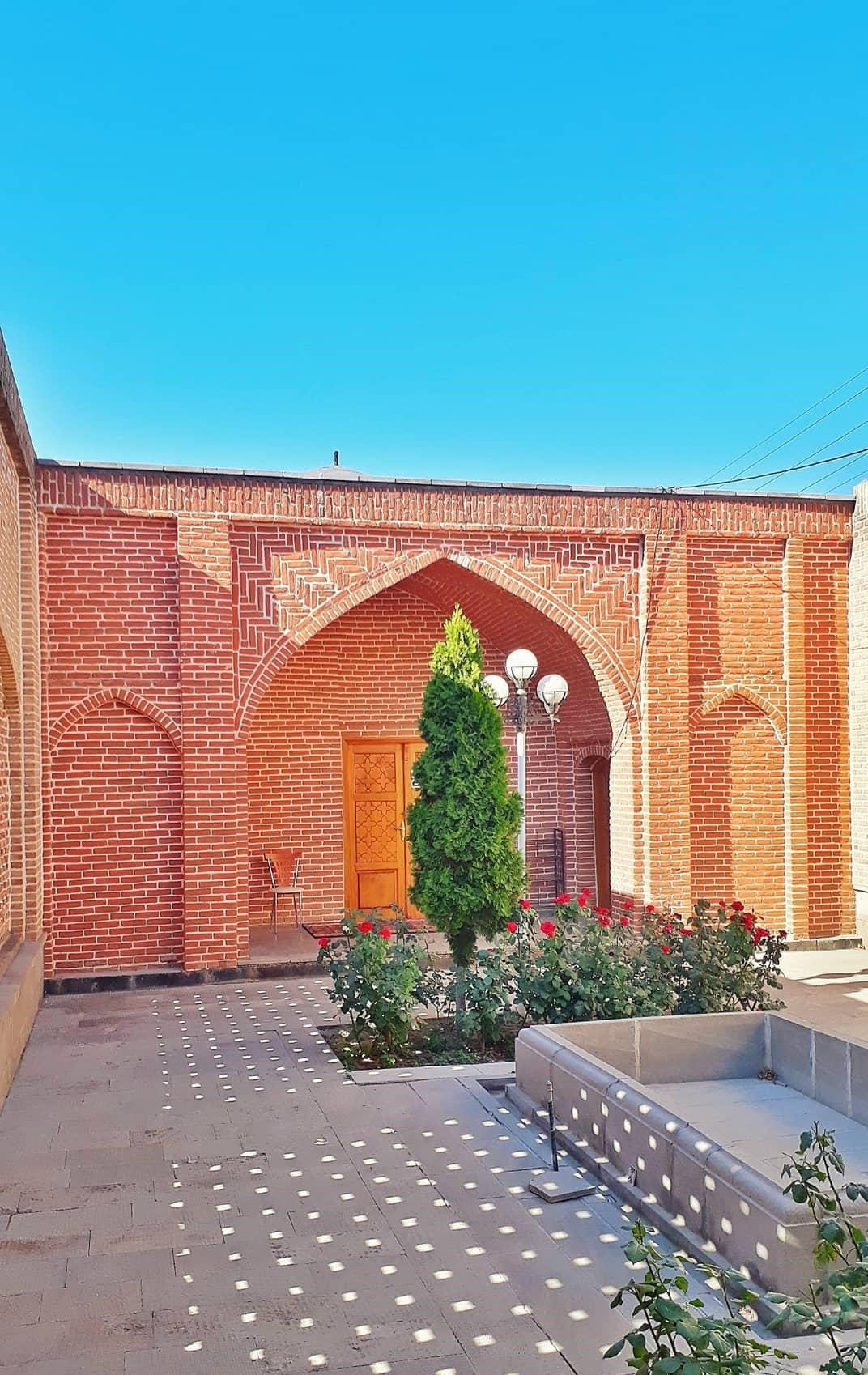
تصویر ورودی مقبره اصلی شیخ محمود

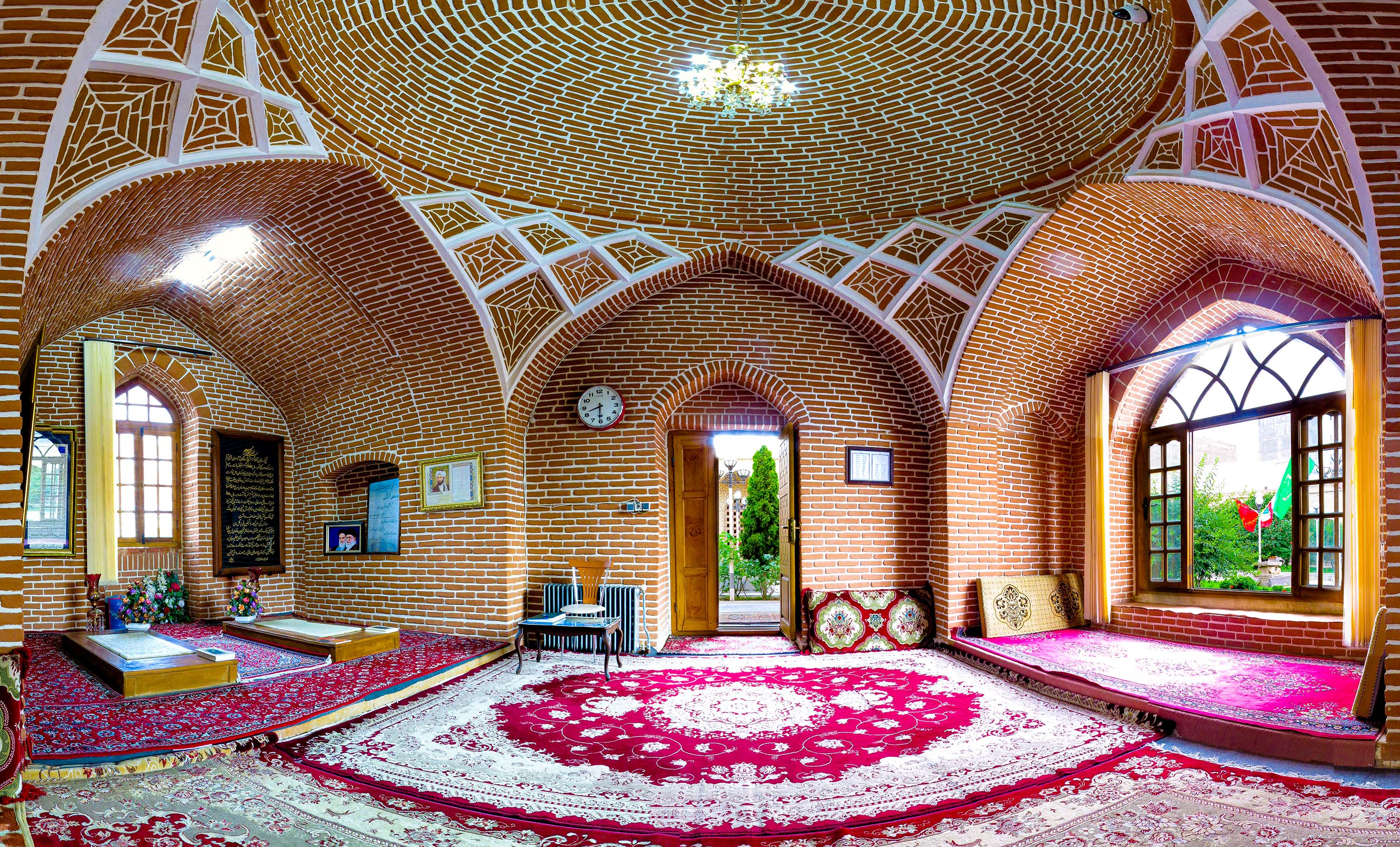
فضای داخلی آرامگاه شیخ محمود شبستری

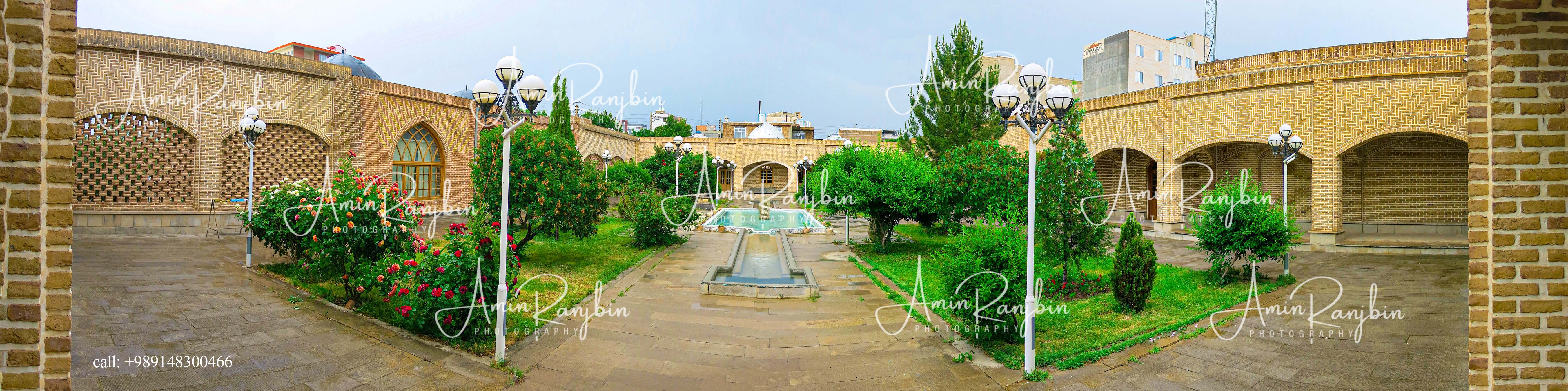
صحن مرکزی مجموعه فرهنگی شیخ محمود شبستری

شیخ محمود در جواب سؤال پرسنده مسئله 'تفکر' را مطرح می‌کند که به اعتقاد وی عبارت است از'رفتن از باطل بسوی حق' و دیدن 'کل مطلق' در وجود 'جزء'؛ این تعبیر او در واقع اساس بینش صوفیه است و تفاوت بین علم صوفی را که کشفی است با علم فیلسوف که استدلالی است بیان می‌کند. آوازه اندیشه و عرفان 'شیخ محمود' منحصر به زادگاه خود نبود، بلکه شعاع اندیشه‌ها و افکارش فراتر از مرزهای کشور رفته و شیفتگان حقیقت را به غور در اندیشه‌هایش واداشته و مراکز علمی و ادبی دنیا در برابر مقام اش سر تعظیم فرود می‌آورند. با توجه به جایگاه جهانی عارف بزرگ شیخ محمود شبستری، یونسکو نام اش را زینت بخش سال‌های ۲۰۱۷–۲۰۱۶ کرد و اداره کل فرهنگ و ارشاد آذربایجان شرقی نیز همایشی در بزرگداشت وی برگزار می‌کند. معاون فرهنگی اداره کل فرهنگ و ارشاد اسلامی آذربایجان شرقی، شیخ محمود شبستری را عارفی نامدار و حکیمی وارسته دانست و گفت: بیت بیت کتاب وزین گلشن راز، از آسمان معنی به زمین الفاظ فرود آمده و در عالم نقش و نگار، نام و نشان یافته است و این کتاب گران‌سنگ به حقیقت یکی از حکیمانه‌ترین و زیباترین کتاب‌های عرفانی به زبان شعر می‌باشد. محمدحسن چمیده فر افزود: آیین بزرگداشت این شاعر نامی، فرصتی است تا به جای گشت و گذار کامل، تنها دریچه‌ای بدان گلشن بگشاییم و پاسخ کوتاه وی را به پاره‌ای از مسائل عرفانی باز نماییم و مشام جان‌ها را به شمیم گل‌های گلشن راز عطر آگین سازیم. وی خاطر نشان کرد: این عارف و شاعر پرآوازه ایرن در کتاب خود با زبان شعر راه تکامل انسان را به زیباترین شیوه بیان نموده و مفاهیم عمیق عرفانی و انسانی را به تصویر کشیده است. آیین بزرگداشت شیخ محمود شبستری پانزدهم اردیبهشت ماه جاری در سالن همایش‌های آرامگاه شیخ محمود شبستری در شبستر برگزار می‌شود. سعدالدّین محمودبن امین‌الدّین عبدالکریم‌بن یحیی شبستری معروف به شیخ محمود شبستری یکی از عارفان و شاعران سدهٔ هشتم هجری است. با توجه به مطالب مندرج در کتاب روضات الجنان جلد ۲، وی معاصر شیخ بابا ابی شبستری (متوفی به سال ۷۴۰) بوده و در همان سال فوت کرد، لذا سن شیخ محود شبستری در زمان فوت باید ۵۲ یا ۵۳ بوده باشد. وی از مشاهیر عرفای ایران است و بیشتر شهرت او به خاطر اثر معروفش گلشن راز است.

## تاریخ بنا
این بنا توسط تیمور گورکانی ملقب به تیمور لنگ در سال ۷۸۰ هجری قمری بدستور خود وی جهت بزرگداشت شیخ محمود شبستری ایجاد شده است و در سال ۱۳۸۷ هجری شمسی توسط خیری به نام محمد رضا دادرس با همکاری شهرداری شبستر بصورت مجموعه فعلی که شامل سینما، آمفی تئاتر، سالن نمایشگاه، کلاس‌های صنایع دستی و … است، تکمیل شده است.

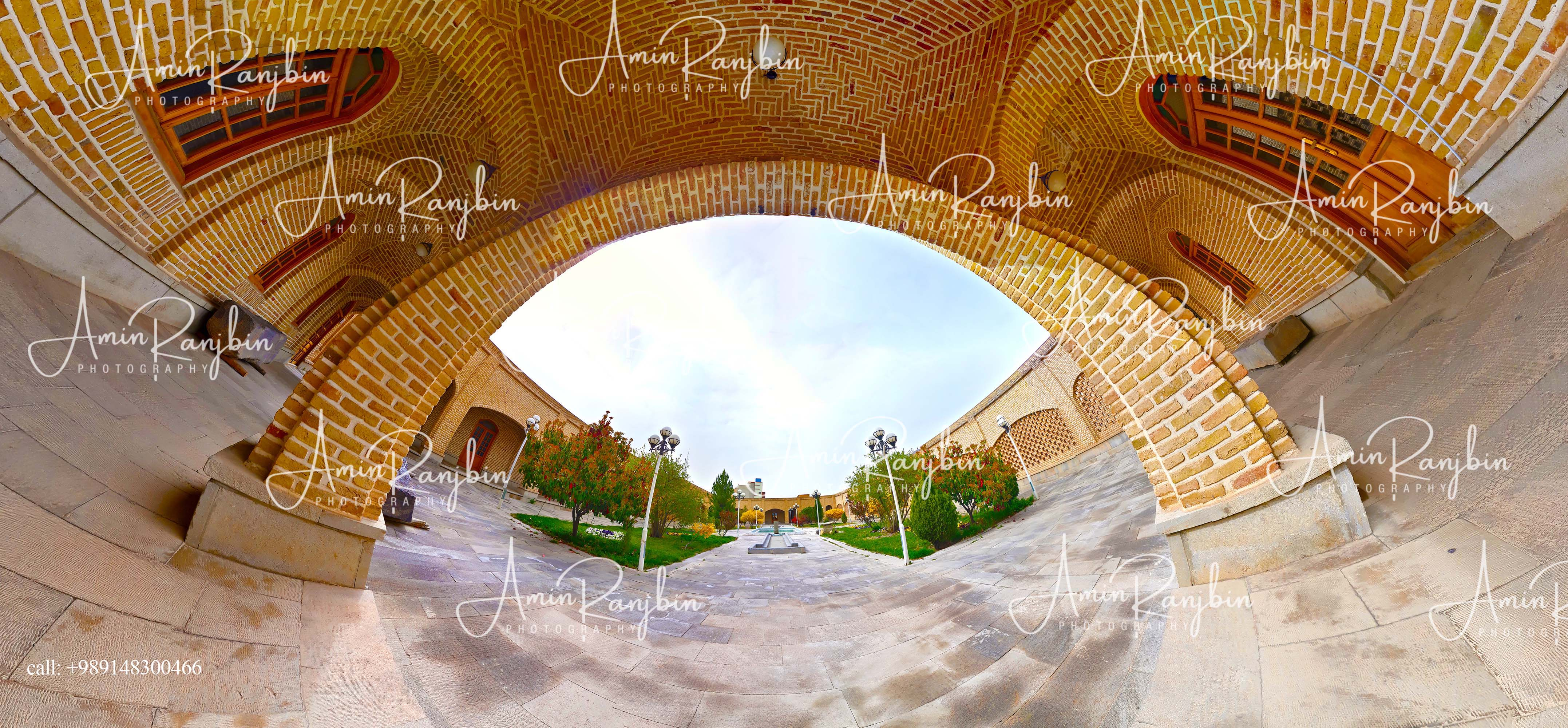
حیاط مجموعه فرهنگی شیخ محمود شبستری